# Mimetica simoni
Mimetica simoni är en insektsart som beskrevs av Bolívar, I. 1890. Mimetica simoni ingår i släktet Mimetica och familjen vårtbitare. Inga underarter finns listade i Catalogue of Life.